# Cultura da cidade do Rio de Janeiro
A Cultura da cidade do Rio de Janeiro possui uma forte herança do passado desde o final do século XIX, quando foram ali realizadas as primeiras sessões de cinema no Brasil e, desde então, descortinaram-se vários ciclos de produção, os quais acabaram por inserir a produção cinematográfica carioca na vanguarda experimental e na liderança do cinema nacional. Atualmente, o Rio aglutina os principais centros de produção da TV brasileira: o Projac da Rede Globo, o RecNov da Rede Record e o Polo de Cinema de Jacarepaguá. Em 2006, 65% da produção do cinema nacional foi realizada exclusivamente por produtoras sediadas na cidade, captando 91 milhões de reais em recursos federais através da Lei Rouanet.
Na arquitetura nacional, despontaram, na ribalta das tendências vanguardistas, nomes como Oscar Niemeyer e Lucio Costa, além dos irmãos Roberto e Afonso Eduardo Reidy.
Contemplada por diversos museus, teatros e casas de espetáculos, a capital fluminense é o destino mais procurado pelos turistas estrangeiros que visitam o Brasil a lazer, e o segundo colocado no ranking de negócios e eventos, segundo a Embratur.

## Literatura
Na Literatura do Brasil, efetivamente, aos primeiros decênios do século XVIII, quando da instalação das "academias" e "associações" com finalidades eruditas, a cidade - como centro colonial mais expressivo - testemunhou, desde então, a gênese e consolidação de diversas escolas e movimentos.Escritores como Machado de Assis,  Olavo Bilac, Carlos Drummond de Andrade, Clarice Lispector, Guimarães Rosa, Cecília Meireles, Graciliano Ramos, Nélida Piñon - entre outros - conduziram parte significativa de suas carreiras no Rio de Janeiro. A Academia Brasileira de Letras (ABL), fundada em 1896, segundo o modelo da Academia Francesa,teve, em sua concepção, a atuação de Medeiros e Albuquerque, Lúcio de Mendonça e Machado de Assis.

## Música

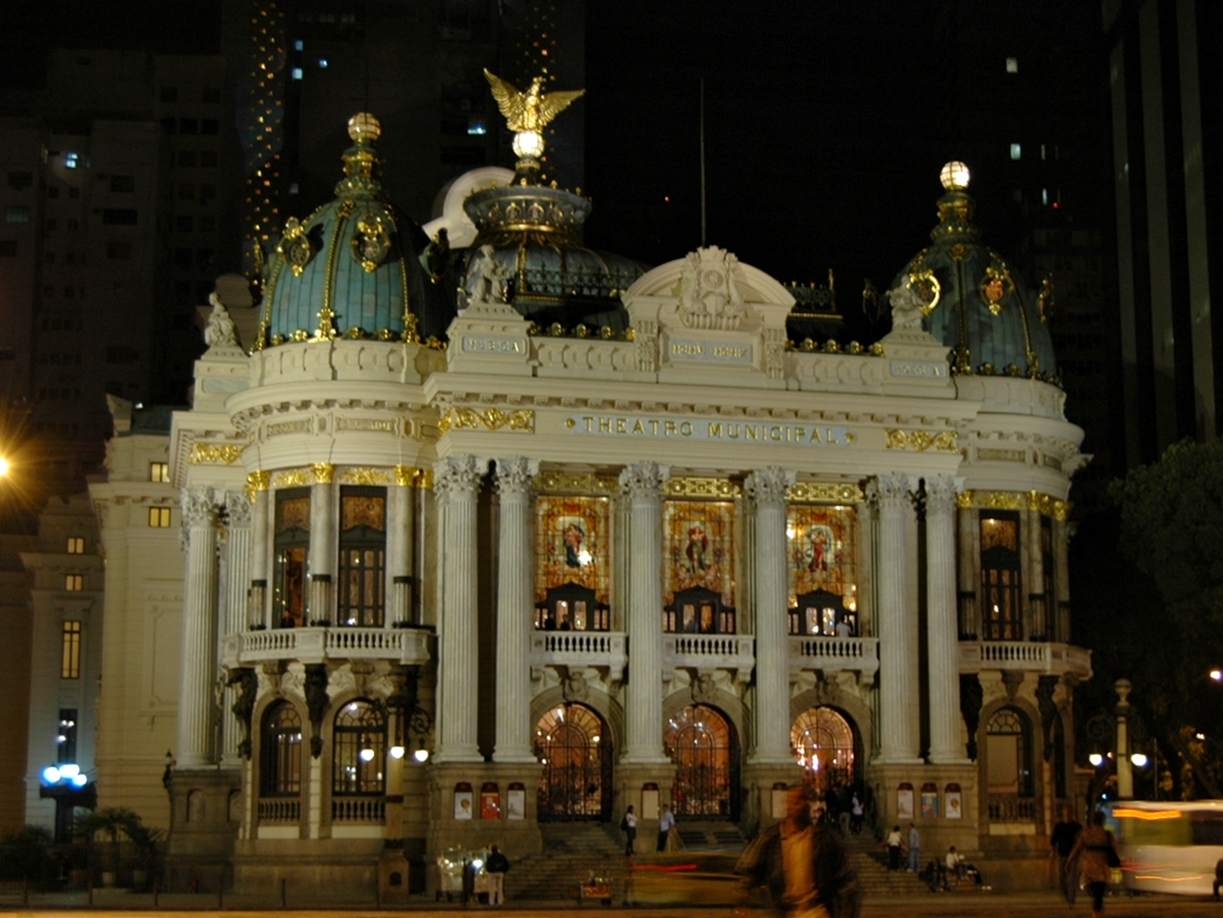
Frontispício do Teatro Municipal do Rio de Janeiro, na região da Cinelândia

A cidade foi, e ainda é, palco de muitas das principais manifestações artísticas ocorridas ao longo da história do Brasil. Desde a primeira metade do século XIX, estabeleceu-se como o principal centro difusor das tendências musicais pelo país. Data dessa época a fundação do extinto "Conservatório Nacional", em 1848.A partir da década de 1920, surgiram as primeiras escolas de samba, e com a popularização do rádio, os artistas consolidaram suas carreiras.O samba e a Marchinha de Carnaval que incorporaram com graça e verve, elementos do cotidiano carioca, floresceram e perpetuaram-se através de compositores como Noel Rosa e Ary Barroso.O samba de morro alçou voos maiores nas composições de Cartola e Ataulfo Alves.
Há de se notar a influência de Luiz Gonzaga e Humberto Teixeira na popularização do baião e do xaxado, e Dorival Caymmi, em cuja obra elementos do folclore baiano coadunavam-se à cultura brasileira em geral Todavia, foi no final dos anos 50, quando irrompeu o movimento da bossa nova, com junção de cariocas e baianos, que a música brasileira projetou-se, definitivamente, no exterior, tornando-se conhecida em diversas partes do mundo. À época, na condição de centro político e cultural do Brasil, circulavam pela cidade músicos como Tom Jobim, Vinicius de Moraes, Nara Leão, Carlos Lyra, Marcos Valle, Roberto Menescal, Sergio Mendes, João Gilberto, Astrud Gilberto entre outros.

## Eventos e espaços culturais

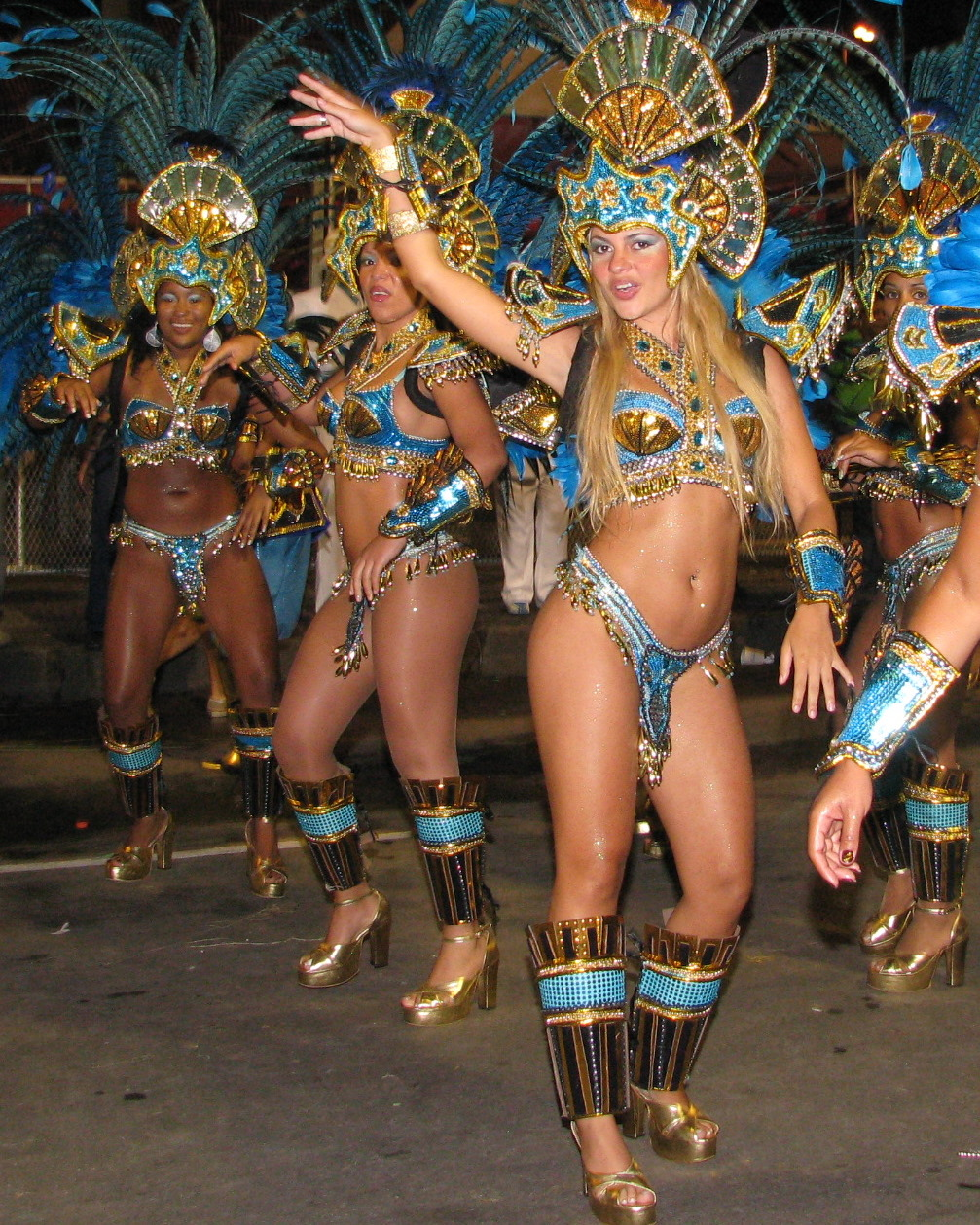
Carnaval do Rio de Janeiro, considerado uma das maiores festas do planeta

Entre os maiores eventos do calendário carioca, destacam-se o Carnaval, o Festival Internacional de Cinema, a Mostra do Filme Livre, a Bienal do Livro, o Fashion Rio, o Anima Mundi e a festa do réveillon em Copacabana. Quanto aos pontos de referência do turismo cultural, podem-se elencar, entre tantos: o Museu Histórico Nacional; o Museu Nacional da Universidade Federal do Rio de Janeiro (mais antiga instituição científica do Brasil; o Museu Casa do Pontal; o maior museu de história natural e antropológica da América Latina); o Museu Nacional de Belas Artes; a Biblioteca Nacional (sétima biblioteca nacional do mundo, com o maior acervo da América Latina); o Museu de Arte Moderna (MAM), o Real Gabinete Português de Leitura; o Palácio do Catete; o Riocentro; o Canecão e o Theatro Municipal (considerado uma das principais casas de espetáculos da América do Sul).
Atualmente, o Festival do Rio, importante mostra internacional de cinema do país, consolidou-se como a principal plataforma de lançamento de filmes brasileiros e o maior evento cinematográfico da América Latina. Na sua edição de 2010, um público de 250 000 pessoas assistiu aos quase 300 filmes.

## Esportes

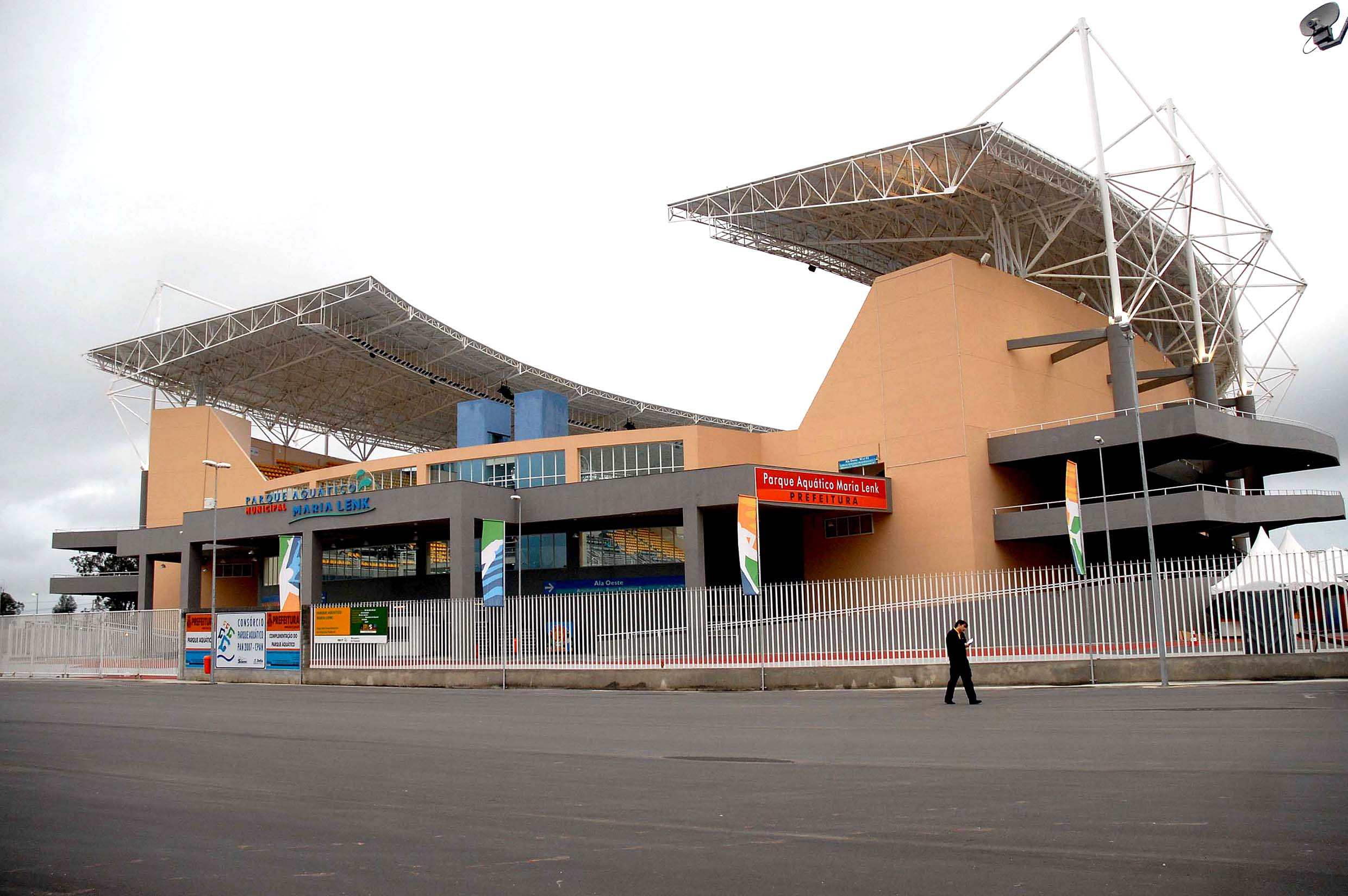
Parque Aquático Maria Lenk, construído especialmente para os Jogos Pan-americanos de 2007

Os eventos esportivos mais conhecidos do Rio de Janeiro são a etapa brasileira de MotoGP e as finais mundiais de vôlei de praia. Jacarepaguá era o local onde se realizava a etapa brasileira do Grande Prêmio de Fórmula 1, entre os anos de 1978 e 1990, e Champ Car (1996-1999). Os circuitos WCT e WQS de Surf foram disputados em praias cariocas entre 1985 e 2001.
Dentre as modalidades esportivas mais praticadas estão o futebol de areia, o vôlei de praia, o surfe, o kitesurf, o voo livre, o jiu-jítsu e o remo. A capoeira, mistura de dança, esporte e arte marcial, também aparece com alguma frequência. Outro esporte altamente popular nas areias do Rio é o "frescobol", espécie de tênis de praia. O voo livre começou a ser exercitado em meados de 1974, e adequou-se rapidamente ao gosto de inúmeros praticantes e às características da cidade, em razão de suas peculiaridades geográficas: no encontro das montanhas com o oceano Atlântico, surgem excelentes posições para decolagem, podendo-se contar com vastas porções desocupadas de areia para aterrissar. De início majoritariamente encenada por amadores, a atividade verteu-se em uma lucrativa indústria.
Em 4 de junho de 2008, o Rio de Janeiro foi anunciado pelo Comitê Olímpico Internacional como uma das quatro candidatas finalistas a sediar os Jogos Olímpicos de 2016, após se tornar uma cidade postulante oficialmente em 16 de maio de 2007. Em 2 de outubro de 2009, a cidade foi escolhida pelos membros do COI, reunidos em Copenhague, para ser a sede dos Jogos Olímpicos de 2016 e dos Jogos Paraolímpicos de Verão de 2016, derrotando as cidades de Madri, Tóquio e Chicago.

### Futebol

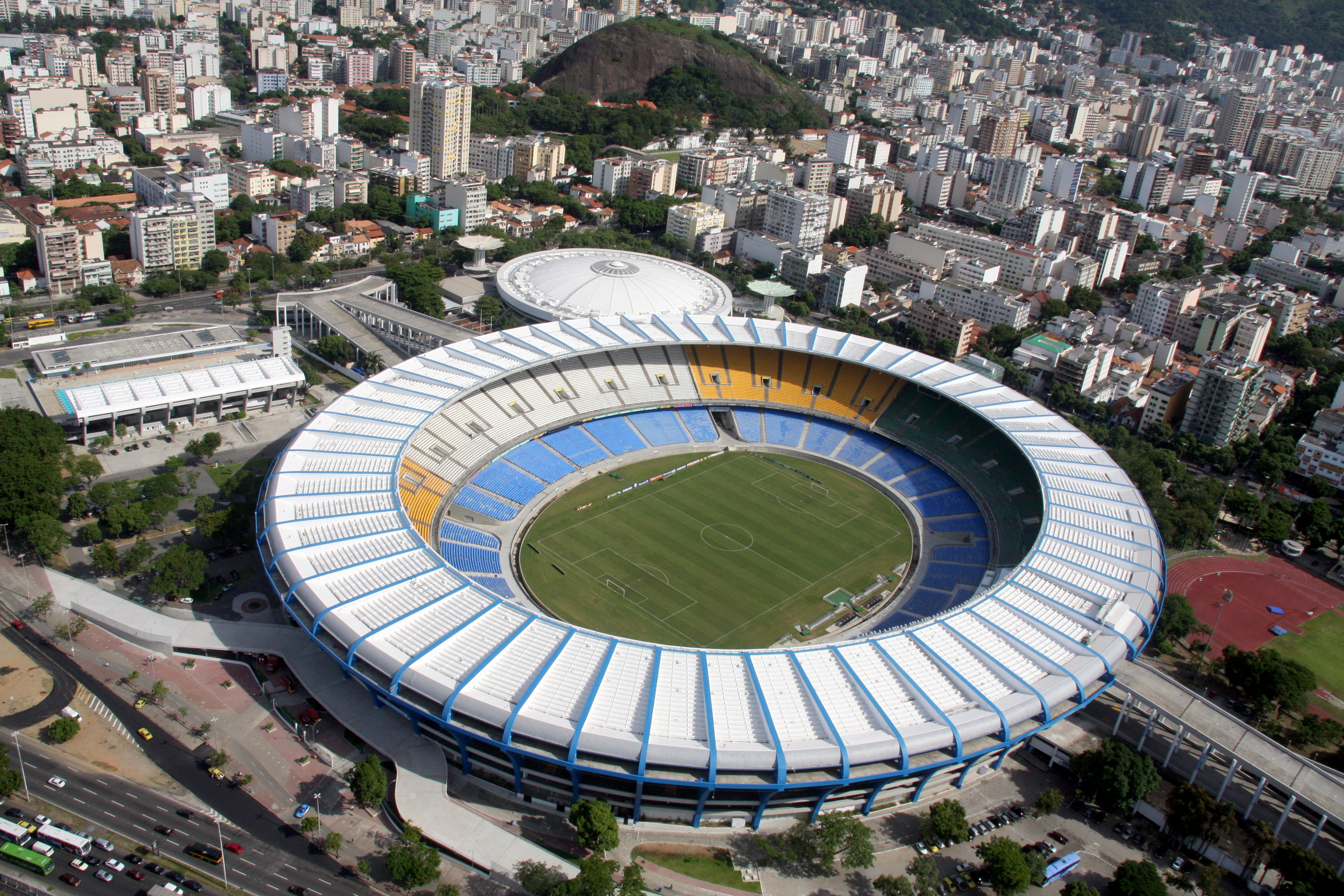
Estádio Jornalista Mário Filho (Maracanã).

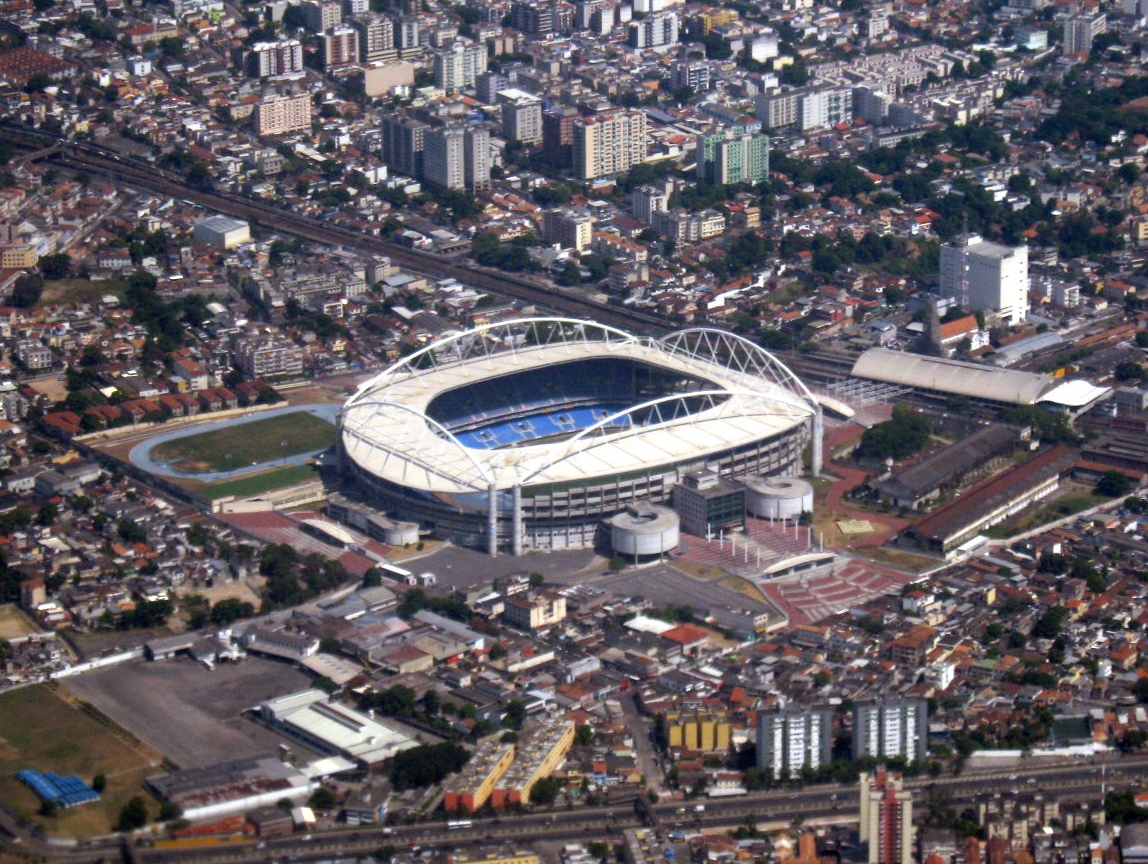
Estádio Olímpico Nilton Santos.

A prática de esportes é um passatempo muito comum no Rio de Janeiro, sendo o futebol o mais popular deles. O Rio abriga cinco clubes brasileiros bastante tradicionais: America, Botafogo, Flamengo, Fluminense e Vasco. Recentemente, a cidade construiu um novo e moderno estádio no bairro do Engenho de Dentro, com capacidade para mais de 46 mil pessoas. O Estádio Olímpico Nilton Santos, que tem o nome em homenagem a Nilton Santos, Bicampeão mundial pela seleção Brasileira de Futebol.
A cidade conta com três grandes estádios:
- Estádio Jornalista Mário Filho: conhecido como Maracanã e com o epíteto de "templo do futebol brasileiro",[21] é o maior estádio do Brasil - capacidade para 92 mil espectadores -, e pertence ao Governo Estadual do Rio de Janeiro.[22] Projetado para a Copa do Mundo de 1950, testemunhou momentos antológicos do futebol brasileiro e mundial, além das finais do Campeonato Brasileiro e Carioca de Futebol, competições internacionais e partidas da Seleção Brasileira. Ao longo do tempo adquiriu um caráter multiúso, sediando espetáculos e partidas de outros esportes, e até mesmo eventos de natureza distinta, como apresentações musicais de grandes proporções. Em 2007, recebeu o futebol e as cerimônias de abertura e encerramento dos Jogos Pan-Americanos. Encontra-se sob administração conjunta de Fluminense e Flamengo.
- Estádio Olímpico Nilton Santos: foi planejado pelo arquiteto Carlos Porto, foi especialmente construído para sediar as provas de atletismo e futebol dos Jogos Pan-americanos de 2007, no bairro do Engenho de Dentro. Em recente pesquisa divulgada por um veículo de imprensa britânico especializado, o estádio foi o único da América Latina e do Hemisfério Sul a figurar entre as dez melhores instalações esportivas dos últimos anos, destacando-se por seu projeto inovador e pela setorização das arquibancadas.[23][24] Encontra-se sob concessão ao Botafogo de Futebol e Regatas até 2051, prorrogáveis por mais vinte anos[25]. Atualmente, recebe também eventos de grande proporção, como shows internacionais[26][27][28] e outras atividades.
- Estádio Vasco da Gama: conhecido como São Januário, é de propriedade do Club de Regatas Vasco da Gama, foi o maior estádio privado carioca até a concessão do Estádio Nilton Santos. Foi inaugurado em 21 de abril de 1927, conta com dois ginásios poliesportivos e um parque aquático, e é capaz de receber um público de até 36 mil pessoas.[22]